# هيديكي شيراكاوا
هيديكي شيراكاوا (白川英樹)(هيراغانا: しらかわ ひでき) هو كيميائي ياباني ولد في طوكيو في 20 أغسطس 1936. يعمل بروفسورا في جامعة تسوكوبا.

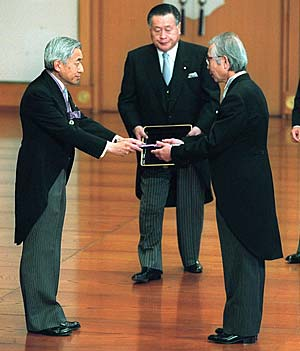
منح الإمبراطور أكيهيتو وسام الثقافة لشيراكاوا (في القصر الإمبراطوري في 3 نوفمبر 2000)

تحصَّل على جائزة نوبل في الكيمياء لسنة مع آلن ماكديرميد وآلن هيغير. هيديكي شيراكاوا هو أول ياباني يفوز بجائزة نوبل في الكيمياء.

## روابط خارجية
- هيديكي شيراكاوا على موقع الموسوعة البريطانية (الإنجليزية)
- هيديكي شيراكاوا على موقع مونزينجر (الألمانية)
- هيديكي شيراكاوا على موقع إن إن دي بي (الإنجليزية)